# Parodontomelus arachniformis
Parodontomelus arachniformis är en insektsart som beskrevs av Nicholas David Jago 1983. Parodontomelus arachniformis ingår i släktet Parodontomelus och familjen gräshoppor. Inga underarter finns listade i Catalogue of Life.